# Roland Blum
Roland Charles Léon Blum (ur. 24 września 1945 w Les Pennes-Mirabeau) – francuski polityk, samorządowiec i prawnik, deputowany krajowy, od 1986 do 1987 poseł do Parlamentu Europejskiego II kadencji.

## Życiorys
Jego ojciec kierował izbą handlową i zarządem portu w Marsylii. W 1969 uzyskał magisterium z prawa publicznego na Université d’Aix-Marseille, w 1970 został absolwentem Instytutu Nauk Politycznych w Paryżu (w ramach kampusu Sciences Po Aix). W 1978 uzyskał uprawnienia adwokata.
Działał w ugrupowaniach centroprawicowych: Unii na rzecz Demokracji Francuskiej, Unii na rzecz Ruchu Ludowego i Republikanach. Został członkiem rady departamentu Delta Rodanu (1979–1998, 2004–2005) oraz rady miejskiej Marsylii (1983–1986, 1989–2001). Ponadto w latach 1986–1987 zasiadał w Parlamencie Europejskim, gdzie zastąpił Gérarda Longueta i działał we frakcji liberalno-demokratycznej. W latach 1986–2012 był członkiem Zgromadzenia Narodowego pięciu kadencji. Zasiadał w Zgromadzeniu Parlamentarnym Rady Europy, był w nim wiceszefem francuskiej delegacji. Zajmował stanowiska mera VI sektora Marsylii (2001–2008), pierwszego (2008–2014) i drugiego zastępcy mera Marsylii (2014–2020), następnie radnego oraz wiceszefa związku metropolitarnego Marsylia–Aix-en-Provcence (2018–2020).
Żonaty, ma syna.

## Odznaczenia
Odznaczony Legią Honorową V klasy (2013).